# 海德爾·阿里 (運動員)
海德爾·阿里（英語：Haider Ali；1984年12月12日—）是巴基斯坦田径运动员。他荣获3面残奥会奖牌均分别是巴基斯坦史上第一个金、银、铜牌。2021年9月3日，他在日本东京举行的残奥会铁饼T37级决赛中获得金牌，同时创下个人最佳纪录。